# Exetastes suaveolens
Exetastes suaveolens är en stekelart som beskrevs av Walsh 1873. Exetastes suaveolens ingår i släktet Exetastes och familjen brokparasitsteklar. Inga underarter finns listade i Catalogue of Life.